# 5126 Achaemenides
5126 Achaemenides este o planetă minoră (asteroid), cu un diametru de 51,922 km, din Asteroid troian al lui Jupiter. A fost descoperită pe 1 februarie 1989 la Observatorul Palomar de Carolyn S. Shoemaker și a fost numită după Achemenides. 
Obiectul prezintă o orbită caracterizată de o semiaxă mare de 5,2427725 UAi, o excentricitate de 0,026, o înclinație de 29,86259 ° în raport cu ecliptica.